# Tanner Foust
Tanner Foust (ur. 13 czerwca 1973 w Denver) – drifter, kierowca rallycrossowy, kaskader i prezenter telewizyjny.

## Kariera telewizyjna
Tanner Foust ukończył Biologię molekularną na Uniwersytecie Kolorado. Potem został jednym z prezenterów Amerykańskiej serii Top Gear. Twórcą programu miała być początkowo telewizja NBC (która także zatrudniła Fousta), ale projekt upadł, a następnie został przejęty przez kanał History. Wystąpił on również w programach SuperCars Exposed oraz Redline TV.
Amerykanin został zatrudniony jako kierowca-kaskader w filmach Szybcy i wściekli: Tokio Drift, Iron Man 2 oraz Diukowie Hazzardu.

## Motosport

### 2007-2010
Tanner Foust swoje pierwsze kroki w międzynarodowych imprezach stawiał w Formule Drift. W 2007 roku za kierownicą Nissana 350Z sięgnął po mistrzowski tytuł. Wystartował także w X Games, gdzie wraz z Chrissie Beavisem wywalczył złoty medal w rajdach. Następny sezon Amerykanin ponownie zakończył na pierwszym miejscu w klasyfikacji generalnej Formuły Drift. W 2009 był szósty. Próbował również swoich sił w Rally America oraz podczas X Games, gdzie wywalczył brązowy medal. Rok później za kierownicą Forda Fiesty sięgnął po dwa złote medale w kategoriach Rally Car Racing oraz Rally Car Super Rally. W Formule Drift był natomiast drugi przegrywając z Vaughnem Gittinem Juniorem o 63,5 punktu.

### 2011
W 2011 roku porzucił starty w drifcie na rzecz rallycrossu. Wziął udział w pełnym cyklu Rallycrossowych Mistrzostw Europy oraz w nowo powstałej Amerykańskiej serii Global Rallycross.

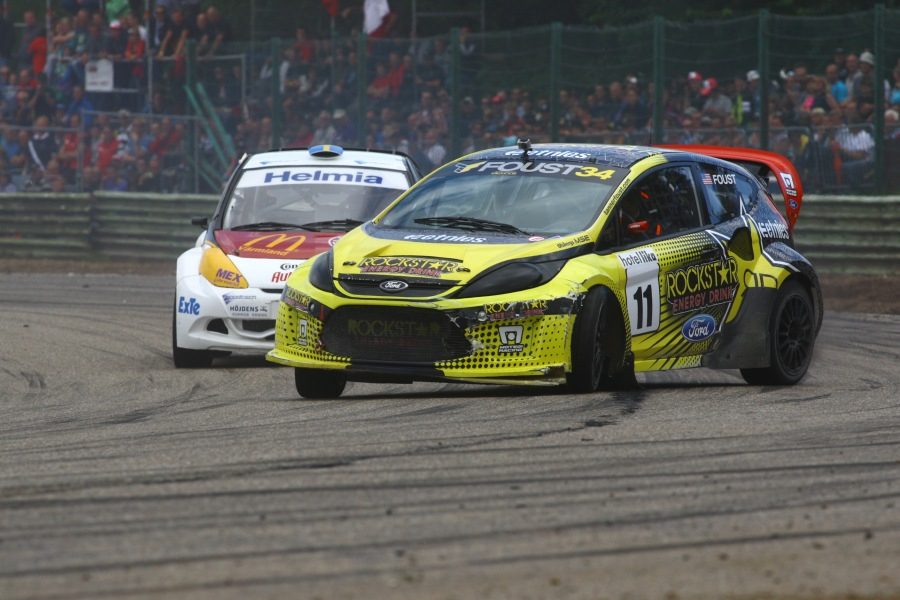
Tanner Foust w Fordzie Fiescie Mk7 4x4 podczas rundy Mistrzostw Europy w Belgii

Pierwszą rundę Mistrzostw Europy rozgrywaną na Brytyjskim torze Lydden Hill ukończył na ósmym miejscu. Podczas kolejnych zawodów, w Portugalii odniósł swoje pierwsze zwycięstwo. Eliminacje we Francji oraz Norwegii ukończył na szóstym miejscu. Na Szwedzkim torze Höljesbanan odniósł swoje drugie zwycięstwo. W połowie sezonu znalazł się na pozycji lidera z 2 punktami przewagi nad Norwegiem Sverrem Isachsenem. Podczas następnej rundy rozgrywanej w Belgii był ósmy. Z zawodów w Holandii został wykluczony. Kolejne trzy eliminacje rozgrywane w Austrii, Polsce oraz Czechach ukończył na trzecim miejscu. Rywalizujący z nim o tytuł Isachsen był natomiast 13 w Belgii, ale wygrał cztery kolejne rundy, dzięki czemu pokonał Fousta z przewagą 24 punktów.
Duże sukcesy Amerykanin odnosił także w swoim kraju. Podczas pierwszy rundy GRC rozgrywanej na torze Irwindale Speedway podczas zawodów Super Rally był trzeci. W konkurencji Rally Cross dojechał natomiast na drugiej pozycji. W obydwu dyscyplinach triumfował Marcus Grönholm, który zrezygnował ze startu w drugiej rundzie zorganizowanej w Old Mill Adventure Park. Pod nieobecność Fina Foust był drugi oraz pierwszy. Na Pikes Peak International Raceway Odniósł swoje drugie zwycięstwo w tej serii pokonując w finale Grönholma. W zawodach Rally Cross był natomiast siódmy. W klasyfikacji generalnej pokonał Grönholma o 24 punkty i został pierwszym mistrzem Global Rallycross. Dzięki temu miał zapewniony awans na rozgrywane w Los Angeles X Games 17. Podczas rywalizacji w Rally Car Racing pokonał w ćwierćfinale pokonał Jimmy’ego Keeneya. W półfinale został jednak wyeliminowany przez Liama Dorana. W wyścigu z Davidem Higginsem o brązowy medal nie dojechał natomiast do mety. W zawodach Rally cross wygrał półfinał, a w finale dojechał drugi, przegrywając złoto z Brianem Deeganem.

### 2012
Dwie pierwsze rundy GRC sezonu 2012 rozgrywane na torach Charlotte Motor Speedway oraz Texas Motor Speedway przyniosły Foustowi dwa drugie miejsca. W obydwu triumfował dwukrotny rajdowy mistrz świata, Marcus Grönholm. Fin, który prowadził w klasyfikacji generalnej, miał jednak wypadek podczas treningu przed zawodami w Los Angeles, wchodzącymi w skład X Games. Grönholm szybko wrócił do zdrowia, ale zdecydował się po tym wydarzeniu zakończyć karierę. Foust ukończył rywalizację w X Games na szóstym miejscu. Podczas kolejnej rundy w New Hampshire był czwarty. Ostatnie dwie eliminacje rozgrywane w Las Vegas ukończył na pierwszym miejscu. W ciągu sezonu zdobył 94 punkty i po raz drugi został mistrzem.
Rywalizację w Mistrzostwach Europy Foust rozpoczął od zwycięstwa w Wielkiej Brytanii. We Francji był 13. Z powodu kolizji terminów z pierwszą rundą GRC nie pojawił się on na zawodach w Austrii. Na Węgierskim torze Nyriad był drugi. W Norwegii odniósł swoje czwarte w karierze zwycięstwo w tej serii kończąc pierwszą połowę sezonu za stratą 7 punktów do prowadzącego Timercjanowa. W drugiej części mistrzostw opuścił dwie rundy (w Szwecji oraz Niemczech). W Belgii wywalczył drugie miejsce, natomiast w Holandii i Finlandii był szósty. W trakcie sezonu zdobył 100 punktów, które zapewniły mu trzecie miejsce w klasyfikacji generalnej.

### 2013
Kolejny sezon GRC Foust rozpoczął dość pechowo. Musiał się on wycofać z rywalizacji w finale podczas Brazylijskiej rundy i został ostatecznie sklasyfikowany na siódmym miejscu. Podczas pierwszej rundy w Niemczech podczas restartu obrócił się po kontakcie z Patrikiem Sandellem i zakończył zawody na szóstym miejscu. Na drugi dzień (w Niemczech rozegrano podwójną rundę) obyło się już bez problemów i Amerykanin zakończył rywalizację na trzecim miejscu. Podczas zawodów w New Hampshire jechał po swoje pierwsze zwycięstwo, gdy na ostatnim zakręcie popełnił błąd i uderzył w bandę. Dojechał do mety na czwartym miejscu. Kolejny pechowy występ Foust zaliczył na Bristol Motor Speedway, gdzie po dwóch okrążeniach musiał się wycofać będąc sklasyfikowany na siódmym miejscu. Podczas X Games wywalczył srebrny medal przegrywając z Toomasem Heikkinenem. Dzień wcześniej wziął udział także w zawodach Gymkhana Grid, gdzie w finale pokonał Patrika Sandella i zdobył złoty medal. Podczas zawodów w Atlancie ponownie był drugi przegrywając z Heikkinenem. Przed zawodami w Charlotte Fin potrzebował jednego punktu do wywalczenia tytułu, który zdobył wygrywając półfinał. Foust natomiast zaliczył kolejny nieudany występ po tym, jak dachował w półfinale. W wyścigu ostatniej szansy zaliczył kolizję i ukończył ostatecznie rywalizację na dziesiątym miejscu. W kończącej sezon rundzie w Las Vegas był drugi. Sezon zakończył na drugim miejscu ze 123 punktami na koncie.
Amerykanin wystartował także w trzech rundach Mistrzostw Europy. Wygrał on rundy w Wielkiej Brytanii oraz w Finlandii, natomiast we Francji był szósty. Zdobył on 68 punktów i został sklasyfikowany na dziewiątym miejscu w klasyfikacji generalnej.

### 2014
Na sezon 2014 przeszedł do zespołu Andretti Autosport, który przygotowuje Volkswageny Beetle Niemieckiego koncernu, który postanowił dołączyć do GRC.